# Saint-Pardoux (Puy-de-Dôme)
Saint-Pardoux ist eine französische Gemeinde mit 428 Einwohnern (Stand 1. Januar 2022) im Département Puy-de-Dôme in der Region Auvergne-Rhône-Alpes (vor 2016 Auvergne). Sie gehört zum Arrondissement Riom und zum Kanton Saint-Georges-de-Mons (bis 2015 Menat).

## Geographie
Saint-Pardoux liegt etwa 22 Kilometer nordnordwestlich von Riom und etwa 38 Kilometer nordnordwestlich von Clermont-Ferrand. Umgeben wird Saint-Pardoux von den Nachbargemeinden Pouzol im Norden und Nordwesten, Marcillat im Norden und Nordosten, Saint-Hilaire-la-Croix im Osten und Südosten, Blot-l’Église im Süden und Südwesten sowie Saint-Rémy-de-Blot im Westen und Nordwesten.

## Bevölkerungsentwicklung
| Jahr                       | 1962 | 1968 | 1975 | 1982 | 1990 | 1999 | 2006 | 2013 |
| Einwohner                  | 517  | 416  | 406  | 378  | 363  | 369  | 404  | 439  |
| Quellen: Cassini und INSEE |      |      |      |      |      |      |      |      |

## Sehenswürdigkeiten
- Kirche Sainte-Anne